# Ruth Barrett
Ruth Barrett (Londra, 1976) è una compositrice britannica.
Ha composto musiche per film e serie televisive, tra cui: I Durrell - La mia famiglia e altri animali, Victoria e Law & Order: Organized Crime.

## Filmografia parziale

### Cinema
- Harry Brown, regia di Daniel Barber (2009)
- Twenty8k, regia di David Kew e Neil Thompson (2012)
- City of Tiny Lights, regia di Pete Travis (2016)
- The Old Guard 2, regia di Victoria Mahoney (2025)

### Televisione
- The Take - Una storia criminale (The Take) – miniserie TV, 4 puntate (2009)
- Whitechapel – serie TV, 15 episodi (2009-2013)
- Il commissario Wallander (Wallander) – serie TV, 1 episodio (2010)
- Hunted – serie TV, 8 episodi (2012)
- Remember Me – miniserie TV, 3 puntate (2014)
- I Durrell - La mia famiglia e altri animali (The Durrells) – serie TV, 26 episodi (2016-2019)
- Victoria – serie TV, 24 episodi (2016-2019)
- Fearless – serie TV, 6 episodi (2017)
- Collateral – miniserie TV, 4 puntate (2018)
- Bodyguard – serie TV, 6 episodi (2018)
- Sanditon – serie TV (2019-in corso)
- Law & Order: Organized Crime – serie TV (2021-in corso)
- The Terminal List – serie TV (2022-in corso)[2]